# Cárdenas, Tabasco
Cárdenas là một đô thị thuộc bang Tabasco, México. Năm 2005, dân số của đô thị này là 219563 người.